# Liste der Träger des Verdienstordens des Landes Rheinland-Pfalz/1983
Im Jahr 1983 wurden folgende Personen mit dem Verdienstorden des Landes Rheinland-Pfalz geehrt:
| Ordensträger                | Lebensdaten | Wohnort                    | Wirken |
| --------------------------- | ----------- | -------------------------- | --- |
| Elise Katharina Barth       |             | Idar-Oberstein             | |
| Juliane Betz                |             | Worms                      | |
| Kurt Böhner                 | 1914–2007   | Mainz                      | Prähistoriker und Mittelalterarchäologe                                                                      |
| Henrik Bonde-Henriksen      |             | Sankt Augustin             | |
| Edgar Christoffel           | 1929–2001   | Zerf                       | Lehrer und Autor                                                                                             |
| Olga Cölsch                 |             | Pirmasens                  | |
| Curt Wilhelm Felten         |             | Zemmer                     | |
| Delbert Gratz               |             | Bluffton                   | |
| Raimund Henle               |             | Waldesch                   | |
| Hubert Hermans              | 1909–1989   | Koblenz                    | Jurist, Verwaltungsbeamter und Politiker (CDU)                                                               |
| Klaus Hofmann               |             | Bonn                       | |
| Hellmut Klöss               |             | Worms                      | |
| Hans Koch                   |             | Worms                      | |
| Erika Köth                  | 1925–1989   | Neustadt an der Weinstraße | Opernsängerin                                                                                                |
| Helmut Kohl                 | 1930–2017   | Ludwigshafen am Rhein      | Politiker (CDU), Bundeskanzler von 1982 bis 1998, rheinland-pfälzischer Ministerpräsident von 1969 bis 1976  |
| Johann Emil Kratz           |             | Bellheim                   | |
| Helmut Oskar Lorenz         |             | Mainz                      | |
| Herbert Müller              |             | Ludwigshafen am Rhein      | |
| Arno Muth                   |             | Bonn-Bad Godesberg         | |
| Marie-Luise Niewodniczańska | * 1938      | Bitburg                    | Präsidentin der Europäischen Vereinigung Bildender Künstler aus Eifel und Ardennen                           |
| Claus Palm                  |             | Bingen am Rhein            | |
| Josef Paulus                | 1908–1985   | Trier                      | Geistlicher und Generalvikar des Bistums Trier                                                               |
| Pierre Pflimlin             | 1907–2000   | Straßburg                  | französischer Jurist und Politiker des christdemokratischen MRP bzw. später des Centre démocrate und des CDS |
| Günther Reim                |             | Trier                      | |
| Marlene Reinermann          |             | Neuhäusel                  | |
| Josef Reis                  |             | Mainz                      | |
| Hans Rohrbach               | 1903–1993   | Bischofsheim in der Rhön   | Mathematiker                                                                                                 |
| Fritz Roos                  |             | Ludwigshafen am Rhein      | |
| Hermann Schmitt             |             | Schweich-Issel             | |
| Robert Daniel Schwantzer    |             | Niederheimbach             | |
| Egon Simonek                |             | Sankt Goar                 | |
| Heinrich Steitz             | 1907–1998   | Mainz                      | evangelischer Theologe                                                                                       |
| Hannelore Thiel             |             | Koblenz                    | |
| Hans Viehweg                |             | Bad Schwalbach             | |
| Pierre Werner               | 1913–2002   | Luxemburg                  | luxemburgischer Politiker (CSV)                                                                              |
| Friedrich Wetter            | * 1928      | München                    | katholischer Theologe und Geistlicher, von 1982 bis 2008 Erzbischof von München und Freising                 |
| Dieter Walter Karl Würbach  |             | Mainz                      | |